# Приключения приходящей няни
«Приключения приходящей няни» (англ. Adventures in Babysitting) — кинофильм 1987 года.

## Сюжет
Старшеклассница Крис Паркер устраивается на работу приходящей няни. Когда ей из телефона-автомата с отдалённого шоссе звонит её лучшая подруга Бренда, сбежавшая из дома, Крис, вместе со своей подопечной Сарой, её старшим братом Брэдом, влюблённым в Крис, и Дэрилом, другом Брэда, отправляется на выручку.

## В ролях
| Персонаж        | Актёр (оригинал)    |
| --------------- | ------------------- |
| Крис Паркер     | Элизабет Шу         |
| Сара Андерсон   | Майа Брутон         |
| Брэд Андерсон   | Кейт Кугэн          |
| Дэрил Куперсмит | Энтони Рэпп         |
| Доусон          | Винсент Д’Онофрио   |
| Бренда          | Пенелопа Энн Миллер |
| Дэн Линч        | Джордж Ньюберн      |
| Майк Тодуэл     | Брэдли Уитфорд      |
| Грэйдон         | Рон Канада          |
| кормилица       | Марсия Беннетт      |
| Сью Энн         | Лолита Давидович    |